# Ernie Pieterse
Ernest »Ernie« Pieterse, južnoafriški dirkač Formule 1, * 4. julij 1938, Parow, Bellville, Južnoafriška unija, † 1. november 2017, Johannesburg, Južnoafriška republika.
Ernie Pieterse je upokojeni južnoafriški dirkač Formule 1. Debitiral je na domači in zadnji dirki sezone 1962 za Veliko nagrado Južne Afrike, kjer je zasedel deseto mesto. Nastopil je še na Velikih nagradah Južne Afrike 
1963, kjer je odstopil, in 1965, kjer se mu ni uspelo kvalificirati na dirko, kasneje pa ni nikoli več dirkal v Formuli 1.

## Popolni rezultati Formule 1
(legenda) (odebeljene dirke pomenijo najboljši štartni položaj, poševne pa najhitrejši krog, †-uvrščen kljub odstopu)
| Leto | Moštvo              | Šasija   | Motor             | 1       | 2   | 3   | 4   | 5  | 6   | 7   | 8   | 9      | 10      | Prv | Toč |
| ---- | ------------------- | -------- | ----------------- | ------- | --- | --- | --- | -- | --- | --- | --- | ------ | ------- | --- | --- |
| 1962 | Ernest Pieterse     | Lotus 21 | Climax Straight-4 | NIZ     | MON | BEL | FRA | VB | NEM | ITA | ZDA | JAR 10 |         | -   | 0   |
| 1963 | Lawson Organisation | Lotus 21 | Climax Straight-4 | MON     | BEL | NIZ | FRA | VB | NEM | ITA | ZDA | MEH    | JAR Ret | -   | 0   |
| 1965 | Lawson Organisation | Lotus 21 | Climax Straight-4 | JAR DNQ | MON | BEL | FRA | VB | NIZ | NEM | ITA | ZDA    | MEH     | -   | 0   |

### Neprvenstvene dirke
| Leto | Moštvo              | Šasija   | Motor            | 1       | 2   | 3   | 4   | 5   | 6   | 7   | 8       | 9   | 10  | 11  | 12  | 13  | 14    | 15  | 16  | 17  | 18  | 19  | 20  | 21     | 22      | 23      |
| ---- | ------------------- | -------- | ---------------- | ------- | --- | --- | --- | --- | --- | --- | ------- | --- | --- | --- | --- | --- | ----- | --- | --- | --- | --- | --- | --- | ------ | ------- | ------- |
| 1960 |                     | Heron    | Alfa Romeo Str-4 | JAR     | GLV | INT | SIL | LOM | OUL | CAP | JAR Ret |     |     |     |     |     |       |     |     |     |     |     |     |        |         |         |
| 1961 | Scuderia Alfa       | Heron    | Alfa Romeo Str-4 | NZL     | LOM | GLV | PAU | BRU | DUN | AIN | SIR     | NEA | LON | SIL | SOL | KAN | DAN   | MOD | FLG | OUL | LEW | AVS | ITA | RAN 6  | NAT Ret | JAR Ret |
| 1962 | Scuderia Alfa       | Heron    | Alfa Romeo Str-4 | CAP 8   | NZL | BRU | LOM | LAV | GLV | PAU | AIN     | INT | NEA | MAL | CLP | RMS | SOL   | KAN | MED | DAN | OUL | MEH | AVS |        |         |         |
| 1962 | Ernest Pieterse     | Lotus 21 | Climax Str-4     |         |     |     |     |     |     |     |         |     |     |     |     |     |       |     |     |     |     |     |     | RAN 11 | NAT 5   |         |
| 1963 | Lawson Organisation | Lotus 21 | Climax Str-4     | LOM     | GLV | PAU | IMO | SIR | AIN | INT | ROM     | SOL | KAN | MED | AVT | OUL | RAN 5 |     |     |     |     |     |     |        |         |         |
| 1964 | Ernest Pieterse     | Lotus 21 | Climax Str-4     | DMT     | NWT | SIR | AIN | INT | SOL | MED | RAN Ret |     |     |     |     |     |       |     |     |     |     |     |     |        |         |         |
| 1965 |                     | Lotus 21 | Climax Str-4     | CST DNS | ROC | SIR | SMT | INT | MED | RAN |         |     |     |     |     |     |       |     |     |     |     |     |     |        |         |         |